# Ophioplinthus granulifera
Ophioplinthus granulifera is een slangster uit de familie Ophiuridae.
De wetenschappelijke naam van de soort werd in 1973 gepubliceerd door I. Bernasconi & M.M. d'Agostino.